# Oxytelus nimius
Oxytelus nimius är en skalbaggsart som beskrevs av Thomas Casey 1894. Oxytelus nimius ingår i släktet Oxytelus och familjen kortvingar. Inga underarter finns listade i Catalogue of Life.